# Isovactis carlgreni
Espèce
Isovactis carlgreni est une espèce de cnidaires de la famille des Arachnactidae.

## Systématique
Le nom valide complet (avec auteur) de ce taxon est Isovactis carlgreni Leloup, 1942.